# Tadoma
Tadoma é um método de comunicação utilizado pelos indivíduos surdo-cegos, em que a pessoa surdo-cega coloca o polegar na boca do falante e os dedos ao longo do queixo. Muitas vezes, o dedo médio cai ao longo da linha do queixo do falante, com o dedo mindinho abaixo, na garganta ou na região abaixo da linha do queixo, para pegar as vibrações da garganta do falante. O método é às vezes referido como "leitura labial tátil", na qual a pessoa surdo-cega sente o movimento dos lábios, bem como as vibrações das cordas vocais, o movimento das bochechas e o ar quente expelido pelo nariz para a produção de sons nasais, como 'N' e 'M'.
Em alguns casos, principalmente se o falante sabe língua de sinais, o surdo-cego pode usar o método Tadoma com uma mão, sentindo a face do falante, e ao mesmo tempo, pode usar sua outra mão para sentir o falante sinalizar as mesmas palavras. Desta forma, os dois métodos se reforçam mutuamente, dando à pessoa surdo-cega uma melhor chance de entender o que o orador está tentando comunicar. Além disso, o método Tadoma pode fornecer ao surdo-cego uma conexão mais estreita com o discurso oral do que outros métodos de comunicação, como a Libras Tátil. Isto pode, por sua vez, ajudá-los na oralização, seja ao manter as habilidades de fala que possuíam antes da surdez, ou, em casos especiais, ajudá-los no aprendizado da pronúncia de palavras novas.
O método Tadoma foi inventado pela professora americana Sophia Alcorn e desenvolvido na Escola Perkins para Cegos em Massachusetts. A origem do nome é baseada nas duas primeiras crianças a aprenderem o método: Winthrop "Tad" Chapman e Oma Simpson. Esperava-se que os alunos aprendem a falar, tentando reproduzir o que eles sentiram no rosto do falante e garganta enquanto tocavam o seu próprio rosto.
É um método de difícil aprendizado e uso, sendo raramente utilizado hoje em dia. No entanto, um pequeno número de pessoas surda-cegas o usa no dia-a-dia. Helen Keller usou também uma forma de Tadoma.